# Temnopis fasciata
Temnopis fasciata är en skalbaggsart som beskrevs av Maria Helena M. Galileo och Martins 2003. Temnopis fasciata ingår i släktet Temnopis och familjen långhorningar. Inga underarter finns listade i Catalogue of Life.